# Собинов, Борис Леонидович
Бори́с Леони́дович Со́бинов (1895, Москва — 1955, Клин) — композитор и пианист, сын Леонида Собинова.
Борис и его младший брат Юрий Собинов (1897—1920) были детьми знаменитого певца от первого брака с актрисой Марией Коржавиной. Их родители расстались в 1898 г., однако Леонид Собинов продолжал близко общаться со своей первой семьёй и обоими детьми.
Оба брата служили в царской армии, а во время гражданской войны — в белогвардейских рядах. Юрий был убит под Мелитополем, Борису удалось уехать в Германию с Врангелем. В Берлине Собинов-младший на протяжении 1925—1941 годов выступал в концертах как солист и концертмейстер. В 1931 году Борис Собинов сопровождал своего отца в качестве аккомпаниатора в гастрольной поездке по Европе (Финляндия, Эстония, Польша, Балканы, Германия и Франция).
В 1945 году после взятия Берлина советскими войсками Борис Собинов жил в американской зоне оккупации. Он был приглашён устроить концерт для русских солдат, арестован НКВД, переправлен в Минск и приговорён к 10 лет ИТЛ. Был освобождён в 1955 году с запретом жить ближе 100 километров к Москве. По некоторым данным последние дни жизни умиравший от рака Собинов провёл в доме-музее Чайковского в Клину под опекой живших там родственников Чайковского, в других источниках утверждается, что в Клину ему поселиться не разрешили, так как этот город находится на меньшем расстоянии от Москвы.
Единокровная сестра Б. Л. Собинова, Светлана Леонидовна Собинова, была замужем за детским писателем Львом Абрамовичем Кассилем. Их дочь (племянница Б. Л. Собинова) — режиссёр-мультипликатор Ирина Львовна Собинова-Кассиль.

## Основные сочинения
Балетные либретто
"Русь" (совместно с Н. Суворовым)
Романсы
"Мадридская цветочница", "Цветы на снегу",  "Мадридская цветочница", "Цветы на снегу", "Апельсиновая даль", "Марион", "Гой ты, старая скифская баба..." (сл. Л. В. Собинова), "Суламифь" (сл. Г. Гейне), "Ворон" (Шотландская песня, слова А. С. Пушкина).
Сочинения для фортепиано
"Три эпических звуковых полотна", "Реверанс перед Штраусом", "Семь весенних звучаний", Мазурка № 1, "Фарфоровый пастушок играет на свирели"
Камерные сочинения
"Русская", "Белорусская полька", "Jango"
Стихотворения
"Сиянье лунного заката...", "Зачем мне слава" и пр.
Наброски рассказов
и др.